# Scottsdale (Tasmanië)
Scottsdale is een plaats in de Australische deelstaat Tasmanië en telt 1904 inwoners (2001). Het is onderdeel van het Dorset Council.